# Aranyszájú Szent János-fatemplom (Felsőbulzesd)
A felsőbulzesdi Aranyszájú Szent János-fatemplom műemlékké nyilvánított épület Romániában, Hunyad megyében. A romániai műemlékek jegyzékében a  HD-II-m-B-03274 sorszámon szerepel.